# Glukuronolakton
Glukuronolakton bildas naturligt i kroppen av glukos. Det sägs påskynda nedbrytningen av slaggprodukter. Det finns även som ingrediens i energidrycker.